# Gryon minutum
Gryon minutum är en stekelart som beskrevs av G. Mineo 1992. Gryon minutum ingår i släktet Gryon och familjen Scelionidae. Inga underarter finns listade i Catalogue of Life.